# Othresypna astrigera
Othresypna astrigera là một loài bướm đêm trong họ Noctuidae.